# ساکاری کوکو
ساکاری کوکو (انگلیسی: Sakari Kukko؛ زادهٔ ۸ ژوئیهٔ ۱۹۵۳) خواننده، موسیقی‌دان و ساکسوفون‌نواز اهل فنلاند است. او از سال ۱۹۵۸ میلادی تاکنون مشغول فعالیت بوده و بیشتر با تأسیس و رهبری گروه راک پیرپاوکه شناخته می‌شود.